# Côtelette (collection)
Pour les articles homonymes, voir Cotelette (homonymie).
« Côtelette » est une collection de bande dessinée de L'Association créée en 2002. Conçue à l'origine pour accueillir des œuvres (Carnets de Lewis Trondheim, Kratochvil de Mahler) nécessitant un plus petit format que celui des autres collections de l'Association, elle s'en veut l'équivalent de la collection « Blanche » de Gallimard, ou du moins la plus littéraire d'entre elles, avec une grande liberté dans les rapports du texte et du dessin (Cambouis de Luz, Carnets de Joann Sfar).

## Publications
| Auteur           | (Série, vol. :) Titre                                                | Date de publication |
| ---------------- | -------------------------------------------------------------------- | ------------------- |
| François Ayroles | Les Amis                                                             | avril 2008          |
| François Ayroles | Moments clés de l'Association                                        | avril 2012          |
| Boris Bukulin    | L'Aventure des opposants                                             | avril 2005          |
| Julie Doucet     | Journal                                                              | mars 2004           |
| Renée French     | Toile de fond                                                        | aoüt 2007           |
| Gébé             | Lettre aux survivants                                                | janvier 2002        |
| Matti Hagelberg  | Hard West                                                            | mai 2009            |
| Majen Kerbaj     | Beyrouth. Juillet-août 2006                                          | janvier 2007        |
| Luz              | Cambouis                                                             | novembre 2002       |
| Nicolas Mahler   | Kratochvil                                                           | janvier 2002        |
| Muzo             | Faut qu'on y aille sinon on va louper le dernier drakkar             | mars 2014           |
| José Parrondo    | Olibrius                                                             | novembre 2004       |
| Aude Picault     | Papa                                                                 | octobre 2006        |
| Placid           | 2006                                                                 | janvier 2007        |
| Placid           | 2007                                                                 | février 2008        |
| Marjane Satrapi  | Broderies                                                            | janvier 2003        |
| Joann Sfar       | Harmonica                                                            | octobre 2002        |
| Joann Sfar       | Ukulélé                                                              | mars 2003           |
| Joann Sfar       | Parapluie                                                            | juin 2003           |
| Joann Sfar       | Piano                                                                | décembre 2003       |
| Joann Sfar       | Caravan                                                              | mars 2005           |
| Thiriet          | Fugue pour six pattes                                                | octobre 2009        |
| Lewis Trondheim  | Carnet de bord, vol. 1 : 1-10 décembre 2001                          | janvier 2002        |
| Lewis Trondheim  | Carnet de bord, vol. 2 : 22-28 janvier 2002 . 17-27 février 2002     | avril 2002          |
| Lewis Trondheim  | Carnet de bord, vol. 3 : 10-19 avril 2002 . 11 juin -12 juillet 2002 | octobre 2002        |
| Lewis Trondheim  | Carnet de bord, vol. 4 : 2002-2003                                   | mars 2004           |
| Vincent Vanoli   | Giboulées                                                            | février 2002        |
| Vincent Vanoli   | Max et Charly                                                        | octobre 2013        |
| Jim Woodring     | Frank's real Pa                                                      | janvier 2007        |